# SC Berlin-Grünau

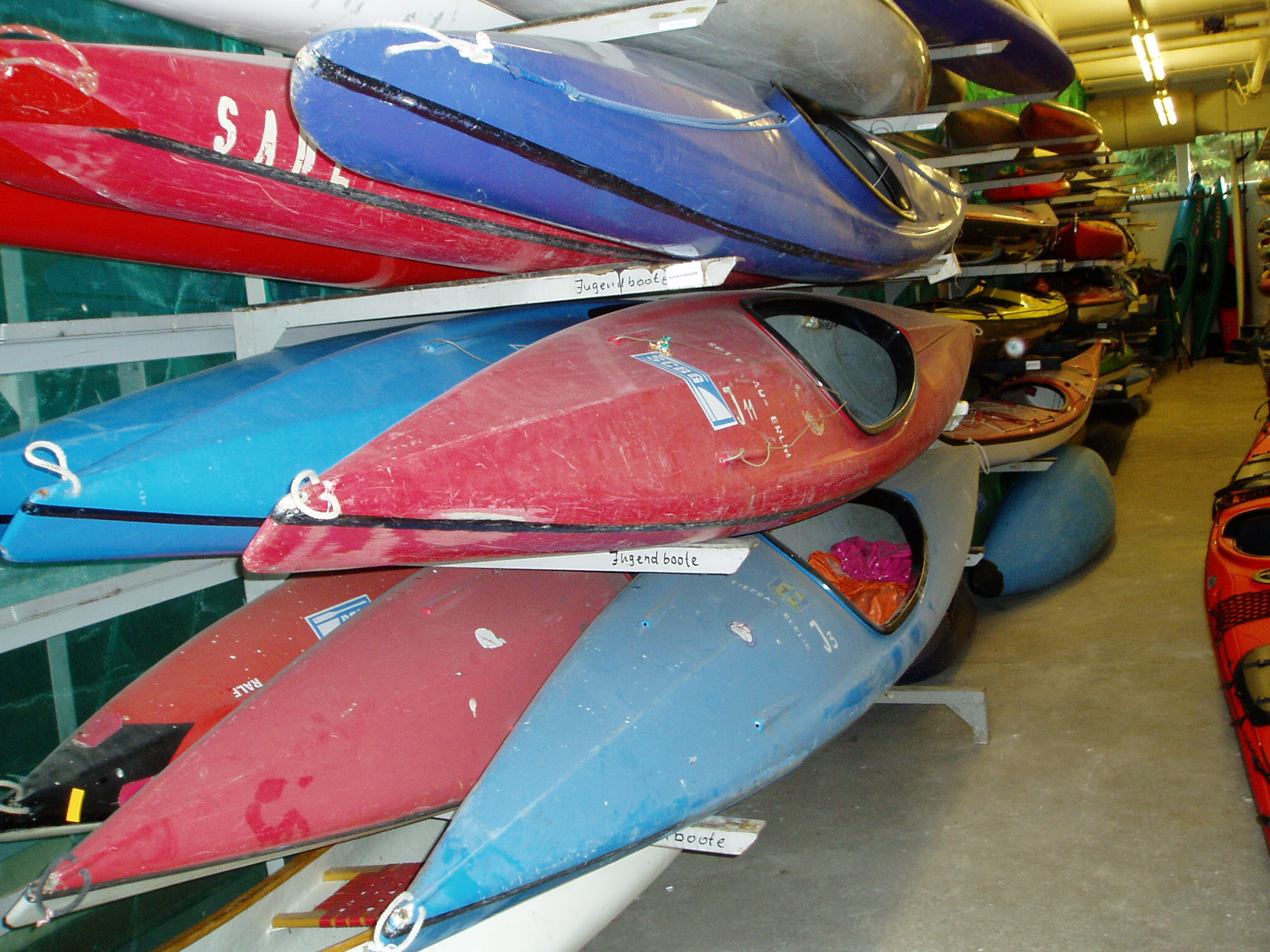
Bootshalle der Kanu-Abteilung

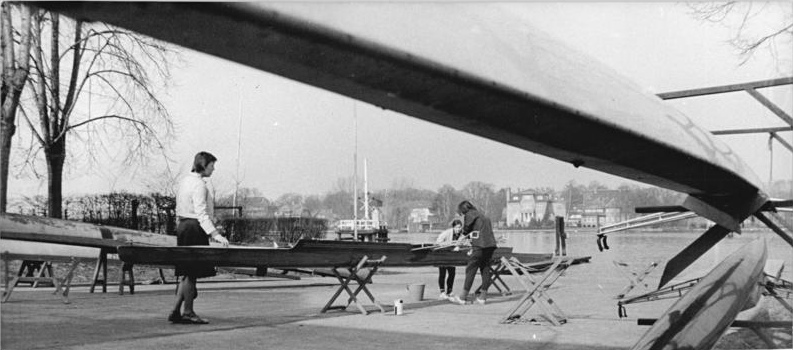
Saisonvorbereitung 1975

Der Sportclub Berlin-Grünau e. V. (kurz SCBG) ist ein Sportverein aus Berlin. Er bietet neben dem Kanusport und Rudern auch Gesundheitssport an.
Der Vereinssitz ist auch Standort für den Bundesleistungsstützpunkt Kanu und Rudern und befindet sich an der Regattastrecke Berlin-Grünau.

## Geschichte
Der SC Berlin-Grünau ging am 27. Oktober 1969 aus dem TSC Berlin hervor und übernahm dessen Wassersportabteilungen Rudern, Segeln und Kanu. Die Wassersportler der TSC gehörten seit seiner Gründung 1963 zur DDR-Spitze und konnten mehrere DDR-Meistertitel erringen. Diese Erfolgsgeschichte wurde im SCBG fortgesetzt.
Die Basis des TSC-Erfolgs bildeten wiederum die kurz nach Ende des Zweiten Weltkriegs gegründeten Betriebssportgemeinschaften (BSG) aus Köpenick und Grünau, die 1955 zu den Sportclubs SC Einheit Berlin und TSC Oberschöneweide als Dachorganisationen für die verschiedenen Sportarten zusammengefasst wurden. Die beiden Sportclubs wurden 1963 dann schließlich mit dem SC Rotation Berlin zum TSC Berlin zusammengefasst.
Der SCBG nutzte insgesamt fünf Bootshäuser. 1980 zog er in das neu erbaute Bootshaus in der Regattastraße 279 ein. Es war damals das modernste Bootshaus der DDR. Die Olympischen Sommerspiele 1988 in Seoul waren mit zehn Olympiasiegern die erfolgreichsten des Vereins.
Nach der Wende in der DDR und der sich abzeichnenden Auflösung des Deutschen Turn- und Sportbundes (als Dachorganisation aller Sportclubs) gründete der Verein sich am 23. Mai 1990 als SC Berlin-Grünau e. V. neu. Damit wurde neben der Öffnung zum Kinder- und Freizeitsports auch eine Abteilung Gesundheitssport gestartet. Der Yachtclub Berlin-Grünau gliederte sich 1997 mit der Abteilung Segeln aus. Am 5. März 2004 wurde mit den Shenzou Dragons eine eigene Abteilung für Drachenbootsport gebildet.

## Berühmte Mitglieder des Vereins
Der Verein war einer der erfolgreichsten Sportclubs der DDR und stellte zahlreiche Olympiasieger, darunter Martina Bischof, Frank-Peter Bischof, Olaf Heukrodt, Jörg Lucke, Joachim Mattern, Manuela Mucke, Ilona Richter, Marina Wilke und André Wohllebe, Carsten Bunk, Jutta Schenk sowie Jochen Schümann, Thomas Flach und Bernd Jäkel.

## Trivia
Das Vereinsmitglied Olaf Heukrodt war von 2005 bis 2010 Präsident des Deutschen Kanu-Verbandes.